# Anton von Zach
Anton von Zach (Pest, 14 giugno 1747 – Graz, 22 novembre 1826) è stato un generale austriaco di origini ungheresi.
Capo dello staff durante le campagne del 1796, 1799 e 1800, in quell'ultimo anno giocò un ruolo importante nella Battaglia di Marengo dove venne fatto prigioniero dai francesi. Durante le Guerre napoleoniche fu nuovamente capo dello staff nel 1805. Nel 1809 comandò una divisione militare nel teatro di guerra italiano. Dopo il 1809 venne impiegato come comandante di fortezza. Fu proprietario di un reggimento di fanteria austriaco dal 1807 sino alla propria morte.

## Biografia

### I primi anni e l'inizio della carriera militare
Nato a Pest, in Ungheria, Anton Zach divenne rampollo della giovane società aristocratica locale quando suo padre Josef Zach (Olomouc, 4 novembre 1714 – Pest, 16 luglio 1792), medico incaricato di sovrintendere alla residenza per invalidi militari di Pest (istituzione fondata dall'imperatrice Maria Teresa d'Austria per accogliere i numerosi soldati disabili della Guerra di Successione austriaca) non venne elevato alla nobiltà col rango di barone l'8 ottobre 1765.
Entrato nel servizio militare austriaco, Zach divenne maggiore nel 1788, tenente colonnello nel 1793 ed infine colonnello nel 1795. Prestò servizio come capo dello staff del quartiermastro generale sotto il comando di Johann Peter Beaulieu dall'8 aprile al giugno del 1796 durante la Battaglia di Cairo Montenotte, nella Battaglia di Lodi e nella Battaglia di Borghetto. Nel giugno di quell'anno venne succeduto da Franz von Lauer quando Dagobert Sigmund von Wurmser rimpiazzò Beaulieu. Successivamente, prestò servizio nello staff del generale Paul Davidovich durante la Battaglia di Rovereto del 4 settembre. Nel 1797, Zach fu membro di una commissione governativa incaricata di stabilire le ragioni della sconfitta degli austriaci nelle recenti battaglie. Egli fu il primo a far presente a questa commissione come i generali di rango inferiore spesso avessero poca iniziativa per la scarsità di libertà data da regolamenti interni troppo stringenti. Allo stesso modo egli evidenziò come gli ufficiali di reggimento erano spesso più interessati alla paga ed ai vari privilegi del proprio rango piuttosto che ad imparare come dirigere le truppe in maniera più efficiente con corsi specifici. Spesso tutto ciò era poi causa di risentimenti anche verso la truppa che, notando il poco entusiasmo presente presso gli ufficiali, non veniva motivata.
Dal gennaio 1798 al marzo 1799, Zach venne posto a capo dello staff dell’Armee von Italien. Assunse nuovamente il ruolo di capo dello staff dal luglio del 1799 al giugno del 1800. Il 9 giugno 1799 ricevette la promozione a generale maggiore. In una lettera privata all'ambasciatore russo aperta dal governo austriaco, il comandante d'armata Aleksandr Suvorov descriveva von Zach come "affidabile, discreto e professionale, ma un grande idealista della Unterkunft (logistica) piuttosto che un uomo d'azione guerresca." Anche se Suvorov utilizzò il termine Unterkunft in senso peggiorativo, Zach venne comunque elogiato più che insultato nello scritto. Zach mostrò infatti le sue capacità nella successiva Battaglia di Novi del 15 agosto. Per questa sua azione ottenne la croce da cavaliere dell'Ordine Militare di Maria Teresa il 13 ottobre 1799. Matematico dotato, von Zach si dichiarò sempre più a suo agio con l'artiglieria da campo nell'ingegneria militare piuttosto che nelle capacità di comando sul campo.

### Marengo
Alla Battaglia di Marengo il 14 giugno 1800, Zach era capo dello staff del generale Michael von Melas, comandante delle forze austriache in campo. Nel pomeriggio quando la vittoria sembrava ormai certa, Melas si ritirò nella retroguardia dopo che due cavalli erano stati uccisi sotto la sua sella, lasciandolo con gravi contusioni. Egli istruì pertanto Konrad Valentin von Kaim a dirigere l'esercito napoleonico apparentemente sconfitto. Al posto di avvertire Kaim, Zach si portò avanti per unirsi agli elementi in avanzata. Lo storico David G. Chandler asserisce che Melas fosse dietro questa mossa tattica senza quasi invece menzionare il ruolo di von Kaim.

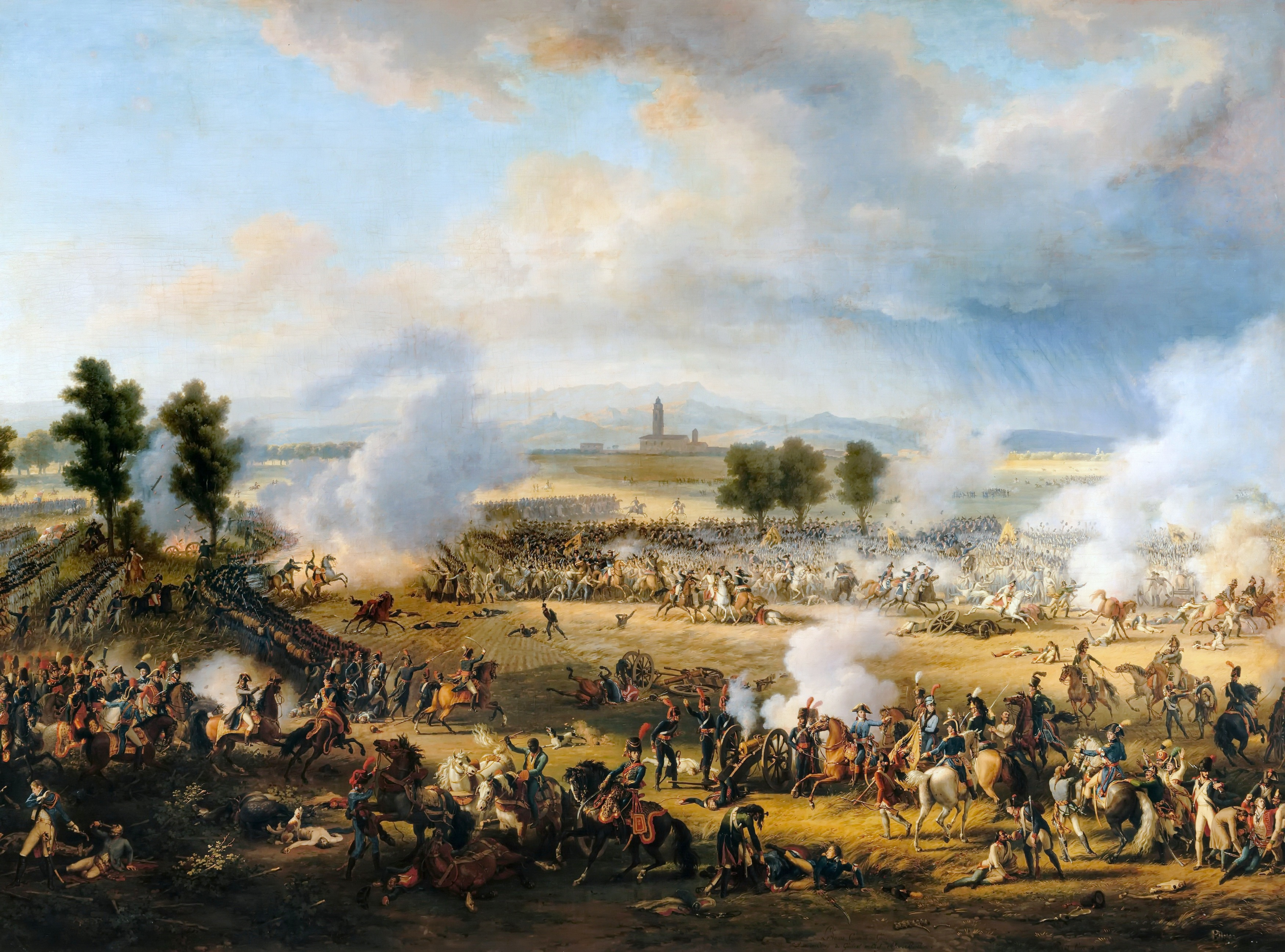
Crisi alla Battaglia di Marengo, con gli attacchi di Desaix e Kellermann.

Gli austriaci avanzando invece incontrarono il generale Louis Desaix con un'intera fresca divisione del generale Jean Boudet. Desaix attaccò e sconfisse l'11º reggimento di fanteria Michael Wallis, che si ritirò dietro una brigata di granatieri. Dopo il passaggio della fanteria d'élite austriaca, Desaix attaccò nuovamente col supporto una batteria d'artiglieria di Auguste Marmont. A quel punto, il deposito dell'artiglieria austriaca esplose in un grande botto e la cavalleria pesante del generale François Etienne de Kellermann si scontrò pesantemente col fianco sinistro austriaco. Questi fatti demoralizzarono profondamente tre battaglioni di granatieri e portarono alla resa di massa.
I sopravvissuti alla carica francese si riunirono al reggimento Michael Wallis. Nel frattempo, il reggimento di cavalleria austriaco che avrebbe dovuto proteggere la fanteria dall'attacco di Kellermann si diede alla fuga perdendo altre unità. Kaim e altri ufficiali non furono in grado di fermare il terrore ormai diffusosi tra i soldati. Col centro dell'armata dirotto, una seconda brigata di granatieri e parte della cavalleria riuscirono a coprire la ritirata degli austriaci. I comandanti del fianco destro e sinistro, Andreas O'Reilly von Ballinlough e Peter Karl Ott von Bátorkéz tentarono di contenere le perdite.
Quella sera, Bonaparte propose una tregua temporanea ai suoi prigionieri, ed a Zach venne permesso di inviare una nota scritta attraverso le linee con dei suggerimenti, mentre Melas accettò subito la tregua. Bonaparte sfruttò lo stato demoralizzato del nemico per negoziare la successiva resa, in cui comunque von Zach ebbe solo un ruolo secondario. Il risultato fu la Convenzione di Alessandria, nella quale l'esercito austriaco ottenne di ritirarsi oltre il fiume Mincio per evacuare le terre di Piemonte e Lombardia. Un ufficiale dell'epoca asserì in un suo diario che l'esercito imperiale avrebbe avuto un miglior trattamento se Zach fosse rimasto ad insegnare in accademia anziché dirigere l'avanzata dell'avanguardia a Marengo.
Evidentemente, Melas accumulò un certo astio nei confronti di von Zach. Quando presentò von Zach al suo successore, il conte Heinrich von Bellegarde, Melas disse, "Vedete questo piccolo uomo, ha un'anima scura come il suo aspetto." Bellegarde ad ogni modo ebbe modo di sperimentare il ruolo di Zach come capo dello staff dal settembre del 1800 al marzo del 1801, tra cui nella Battaglia del Mincio. Zach ottenne il rango di barone il 4 febbraio 1801.

### Le guerre napoleoniche
Zach venne promosso Feldmaresciallo luogotenente il 1 settembre 1805. In quello stesso anno prestò servizio come capo dello staff dell'Armata d'Italia dell'arciduca Carlo d'Austria-Teschen che prese parte alla Battaglia di Caldiero del 29 e 31 ottobre. Questa fu la miglior battaglia dell'Austria nel corso della Guerra della Terza coalizione. Dopo la guerra, Carlo pensionò Zach in quanto lo reputava ormai troppo anziano per prestare servizio nel suo staff. Il 23 settembre 1807, Zach divenne proprietario del 15º reggimento di fanteria, posto che mantenne sino alla propria morte.

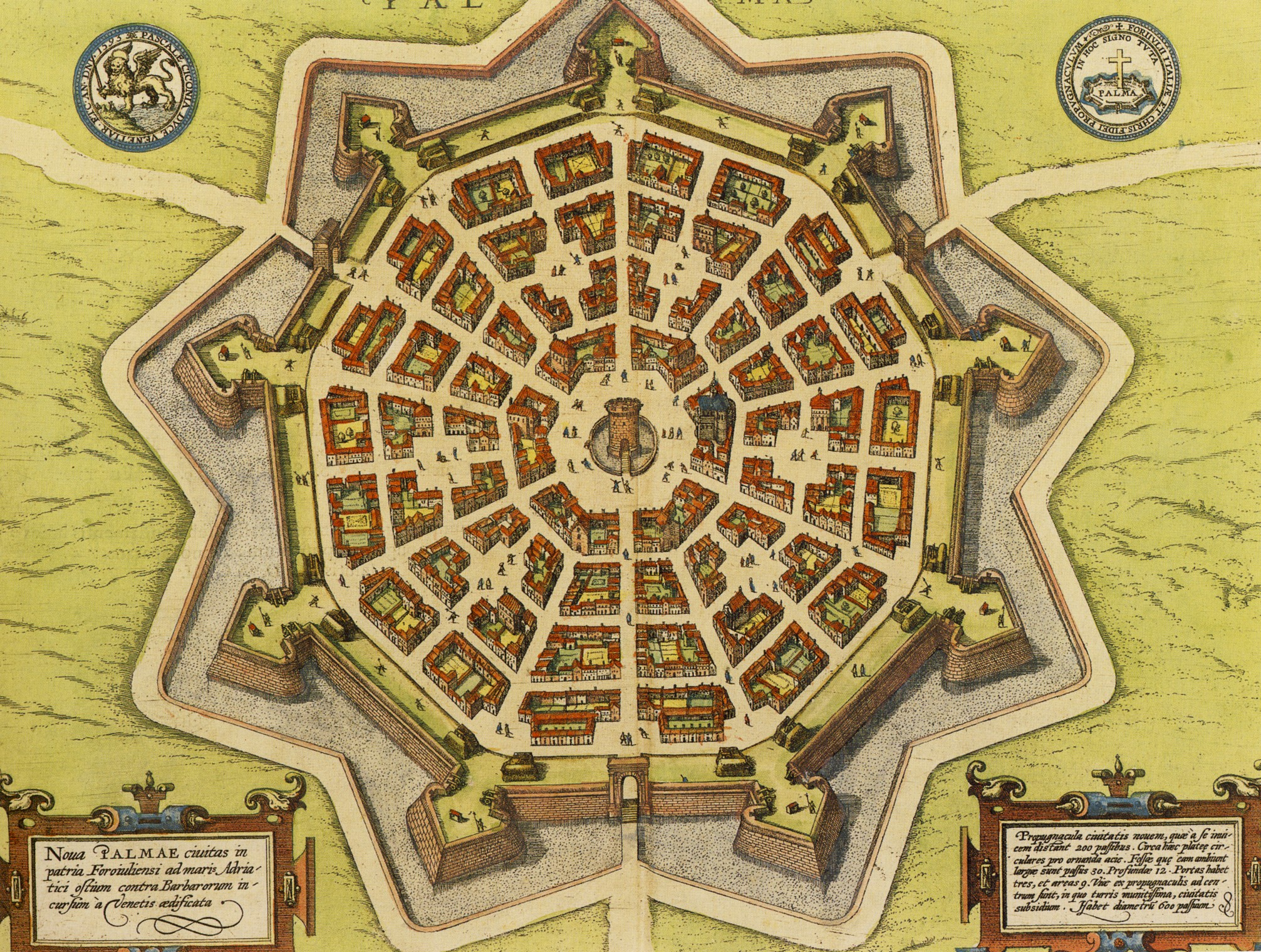
Palmanova nel 1600

All'inizio della Guerra della Quinta coalizione, un'armata al comando dell'arciduca Giovanni d'Asburgo-Lorena invase l'Italia. Sorpreso da questo tentativo, il comandante francese Eugène de Beauharnais lasciò le sue guarnigioni di Osoppo e Palmanova e si precipitò a Sacile. Eugène attaccò l'armata di Giovanni e venne sconfitto nella Battaglia di Sacile del 16 aprile 1809. Successivamente, il generale francese si ritirò a Verona. Nel frattempo, Giovanni lasciò una brigata agli ordini di von Zach a presidiare la fortezza di Palmanova. Dopo il ritiro dell'arciduca Giovanni dall'Italia e la Battaglia del Piave dell'8 maggio successivo, la brigata di Johann Kalnássy si separò dal resto dell'armata. Zach si unì a Kalnássy ed entrambi passarono l'Isonzo per giungere in Carniola il 13 maggio 1809.
Eugene diede ordini al maresciallo Jacques MacDonald di catturare Lubiana, cosa che fece il 23 maggio dopo aver assediato il forte di Prawald il 20 maggio. Zach e Kalnássy erano troppo deboli per opporsi al corpo d'armata di MacDonald composto da 7.000 moschettieri e 71 pezzi d'artiglieria, facendo così cadere nelle mani dei francesi un gran numero di rifornimenti e munizioni. Un ordine di battaglia datato 15 maggio, nominava Zach comandante di divisione nel IX corpo d'armata del feldmaresciallo Ignác Gyulay, con base a Kranj. Supervisionò personalmente le brigate dirette da Kalnássy, Alois von Gavasini, Ignaz Splényi e Joseph Munkácsy. Le forze di Gyulai combattereono poi nella Battaglia di Graz dal 24 al 26 giugno.
Zach ricevette la croce di cavaliere dell'Ordine imperiale di Leopoldo nel 1809, ma dopo quell'anno non venne molto impiegato sul campo dal momento che divenne vicecomandante della fortezza di Olomouc (Olmütz) rimanendo in carica dal 1810 al 1812. Nel novembre del 1812, divenne comandante della fortezza e nel 1815 venne nominato anche governatore della città di Olomouc. Zach si ritirò ufficialmente dal servizio militare all'inizio del 1825 e venne nominato al rango di Feldzeugmeister. Morì a Graz il 22 novembre 1826.

### VON ZACH: La carta segreta dell'impero austriaco
"...La Kriegskarte rimase segreta per duecento anni, dal 1805 al 2005.,,"
All’inizio del 1700 il Grandis, Guernieri, Zatta, Magini e il Giampiccoli avevano stampato le prime carte con toponimi ed oronimi, confini e principali vie di comunicazione, ma non in scala. Quindi distorte come latitudine e longitudine, non avendo ancora strumenti di misura.
Dopo il trattato di Campoformio (Udine, 17 ottobre 1797), l’Austria prendeva possesso del territorio Veneto, in particolare del Ducato di Venezia e come primo atto ordinava la compilazione della “Carta militare topografico-geometrica del Ducato di Venezia” o più semplicemente Kriegskarte. Essa era estesa alle attuali provincie venete e friulane, con intento di estendere la zona sia verso la Slovenia sia verso l’attuale Lombardia…(si evince oggi dalla numerazione dei fogli).
Il progetto veniva affidato al Barone Von Zach che realizzò l’opera grandiosa in 120 tavolette con tavola dei punti trigonometrici principali e tavola dei quadri d’unione. Due grossi volumi riportano, zona per zona,  le osservazioni utili al transito militare, ai punti strategici, alla ricchezza dei luoghi, bestiame, popolazione, alla possibilità di sostentamento per una armata di sedicimila uomini compresi i luoghi utili per i campi militari.
Le triangolazioni erano molto precise per gli strumenti dell’epoca: tre basi del triangoli di partenza misurate molto bene per il lavoro iniziale: Padova, Cimadolmo e Passariano, dalla villa di Daniele Manin.
Venivano impiegati trentacinque ufficiali cartografi che viaggiavano con quattro militari, cavallo e mulo con tende, viveri, le tavolette pretoriane , bussola, matite, acquerelli e compassi. Non veniva mai assegnata allo stesso cartografo la zona adiacente per stabilire un riscontro di esattezza sui confini comuni.
Anche le descrizioni militari dei luoghi non erano condivise ma venivano direttamente inviate al Von Zach.
Sulla zona del Bellunese i punti trigonometrici di base erano il M. Grappa, M. Pavione, M. Pizzocco, Croda Grande, M. Pelf, M. Visentin, Cima Pape, Antelao, M. Punta, Croda Cuz.  Da questi punti base venivano fatte le triangolazioni secondarie verso punti che per priorità erano i campanili, abitazioni o cumuli molto alti di pietre, costruiti dai militari al seguito. Il foglio quadrettato applicato alle tavolette veniva arricchito di viaggio in viaggio con tutti i simboli previsti dal severo protocollo dal Von Zach: chiese, case, stalle, muri, fossi, torrenti strade, sentieri, cime , prati, boschi, recinzioni ecc ecc
Le carte risultano molto dettagliate e precise, sulla zona di montagna i sentieri sono rappresentati a puntini grossi, piccoli, o solamente acquarello di fondo se si passa ma non esiste sentiero.
Le creste anche ripide ma pascolabili da ovini sono rappresentate in bianco ed i pascoli aperti sono rappresentati chiari. Vengono riportati quasi tutti i vecchi sentieri che oggi troviamo sulle attuali carte topografiche e qualcosa di più, oggi perso.
Gli ufficiali cartografi che hanno rappresentato le zone dolomitiche sono: Cap. Valmagini per la zona di sinistra Piave, Cap. Carlo Catinelli per la zona dal M. Pelf al Lago del Mis,  1° ten. Ludwig Geppert per la zona delle Vette Feltrine e Zoldo, Cap. Montailleur per la zona di Agordo e Alto Zoldo, Alfiere Conta per la zona Alpago-Vajont, ten. Zuccheri per la zona di Pieve di Cadore.
L’opera venne stilata inizialmente in tre copie originali, altre copie particolari vennero fatte in occasione dei conflitti locali. La base locale dei rilevamenti era una imprecisata villa di Giamosa.
Quando vi furono i moti risorgimentali del 1848 gli Austriaci e Croati conoscevano perfettamente il nostro territorio,  stessa cosa per la grande guerra 1915-18.
La Kriegskarte è in scala 1:28.800 e come misura adotta il Klafter viennese = 1.8967 metri. Le tavole rappresentano mediamente una estensione orizzontale di circa 21 Km e verticale di circa 16 Km.

## Matrimonio e figli
Anton von Zach sposò la baronessa Anna von Moltke (1759–1832) a Wiener Neustadt il 29 giugno 1779. Una delle figlie avute dalla coppia, Theresa, sposò Auguste Milliet de Faverges et de Challes (1780–1854).
Un'altra figlia di Zach, Maria Angelika Wilhelmine (1784–1855) sposò il tenente colonnello Franz Xaver Richter von Binnenthal (1759–1840) nel 1802. Zach aveva trasferito da qualche tempo l'intera sua famiglia a Padova mentre lui e Richter si erano dedicati alla mappatura della provincia veneta. Richter incontrò Maria proprio a Padova e qui la sposò. Come suo suocero, Richter aveva servito nello staff e successivamente divenne ufficiale generale sino al rango di Feldzeugmeister nel 1836, scrivendo una propria autobiografia militare.
Nello stesso periodo - 1801 o 1802 - l'altra sua figlia Josepha (Wiener Neustadt, 11 giugno 1781-Graz, 18 ottobre 1857) sposò il capitano barone Ignaz von Reinisch (Žatec, 9 giugno 1768 – Wiener Neustadt, 23 settembre 1843). Reinisch venne successivamente ricompensato della croce di cavaliere dell'Ordine Militare di Maria Teresa e nobilitato col titolo di barone, Feldmaresciallo luogotenente e direttore dell'Accademia Militare Teresiana di Wiener Neustadt.

### Per la cartografia
- Collegio dei Geometri e dei Geometri Laureati della Provincia di Udine, Rievocare per trasmettere: la prima base geodetica del Friuli Venezia Giulia, Udine, Collegio dei geometri e dei geometri laureati della provincia di Udine, 2021.
- Von Zach, Il ducato di Venezia nella carta di Anton Von Zach, Pieve di Soligo, Editore Fondazione Benetton-Grafiche Bernardi, 2005-
- Massimo Rossi, L'officina della Kriegskarte, Pieve di Soligo, Editore Fondazione Benetton-Grafiche Bernardi, 2007, p. 67 - Descrizioni militari.
- Enrico de Nart, Cartografia Bellunese, Belluno, Tipografia Piave, 1985.
- John Noble Wilford, Cartografi Precursori ed innovatori da Tolomeo al satellite, Edizioni Silvestre Bonnard, 2005.